# Rainer Lippert
Rainer Lippert (* 4. August 1947) ist ein ehemaliger deutscher Fußballspieler.

## Karriere
Lippert spielte ab der C-Jugend für den VfR Heilbronn. Er galt als großes Talent und kam bereits als A-Junior in der Saison 1965/66 zu ersten Einsätzen in der ersten Mannschaft des Vereins, die in der 1. Amateurliga spielte. Nachdem bei Vertragsverhandlungen mit dem VfR keine Einigung erzielt wurde, wechselte Lippert zur Saison 1967/68 zum Lokalrivalen Union Böckingen. Dies hatte ein juristisches Nachspiel, da Böckingen bezichtigt wurde, den Spieler gegen die Zahlung von 2500 DM zum Wechsel bewegt zu haben. Nach nur einer Saison bei Böckingen kehrte Lippert nach Heilbronn zurück.
1969 gelang Lippert mit dem VfR Heilbronn der Aufstieg in die Regionalliga Süd, der damals zweithöchsten Spielklasse in Deutschland. Am 12. Dezember 1970 zog sich Lippert beim 2:0-Sieg im DFB-Pokal gegen Titelverteidiger Kickers Offenbach eine schwere Knieverletzung zu und musste mehrere Monate pausieren. Zur Saison 1971/72 wechselte er zur SpVgg 07 Ludwigsburg und spielte dort zwei weitere Runden Fußball in der Regionalliga Süd. Insgesamt hat er für die Sportvereinigung von 1971 bis 1973 52 Ligaspiele absolviert. Nach dem Abstieg der Ludwigsburger war er in der letzten Saison der alten zweitklassigen Regionalliga, 1973/74, beim FSV Frankfurt aktiv. An der Seite von Spielertrainer Horst Trimhold bestritt er für die Bornheimer 26 Rundenspiele.
Seine letzte Station verbrachte Lippert im nordbadischen Amateurlager beim SV Neckargerach, mit dem er 1976 an der Seite des späteren Bundesliga-Profis Stephan Groß den BFV-Pokal holte. Im folgenden Jahr trat er mit dem Klub überregional in Erscheinung, als er mit diesem nach einem Sieg über den SSV Ulm 1846 die zweite Runde des DFB-Pokals erreichte, in der die Mannschaft am Zweitligisten FK Pirmasens scheiterte. 1977 verließ Lippert den Verein, um als Fußballtrainer in unteren Amateurklassen tätig zu werden. Nach Stationen als Spielertrainer in der A- und B-Klasse fungierte er u. a. als Cheftrainer des FV Zuffenhausen während der Saison 1982/83 in der Fußball-Verbandsliga Württemberg.